# Криводановский сельсовет
Криводановский сельсовет — сельское поселение в Новосибирском районе Новосибирской области Российской Федерации.
Административный центр — село Криводановка.

## История
Статус и границы сельского поселения установлены Законом Новосибирской области от 2 июня 2004 года № 200-ОЗ «О статусе и границах муниципальных образований Новосибирской области»

## Население
| 2002    | 2007    | 2010    | 2012    | 2013    | 2014    | 2015    |
| ------- | ------- | ------- | ------- | ------- | ------- | ------- |
| 10 956  | ↗11 588 | ↗11 984 | ↗12 839 | ↘12 744 | ↗13 004 | ↗13 241 |
| 2016    | 2017    | 2018    | 2019    | 2020    | 2021    |         |
| ↗13 681 | ↗14 207 | ↗14 692 | ↗15 151 | ↗15 972 | ↘15 564 |         |

## Состав сельского поселения
| № | Населённый пункт | Тип населённого пункта       | Население |
| - | ---------------- | ---------------------------- | --------- |
| 1 | Криводановка     | село, административный центр | ↗11 874   |
| 2 | Марусино         | село                         | ↗3690     |
| 3 | Павино           | посёлок                      | →0        |